# Кайзен-костинг
Кайзен-костинг (англ. kaizen costing) — метод учёта затрат, нацеленный на постепенное и непрерывное снижение себестоимости в результате специальной программы предприятия.

## Определение
Согласно определению профессора Энтони Аткинсона кайзен-костинг как метод, нацеленный на сокращение затрат на производственной стадии полного жизненного цикла продукта. 
Английский профессор Колин Друри отмечает, что кайзен костинг — это механизм для снижения расходов и управления затратами.
Кайзинг-костинг связан с планированием прибыли, когда базовые затраты на продукт в планируемом периоде устанавливаются на уровне фактических затрат прошлого периода. Устанавливается и норма целевого сокращения затрат (отношение запланированного суммы сокращения затрат к базовой величине затрат), которая применяется в течение периода ко всем переменным затратам (по материалам, труду и другим затратам). Затем проводится сравнение целевой суммы сокращения с фактической, выявляются отклонения.

## Кайзен-костинг vs таргет-костинг
Таргет-костинг используется в основном на стадии проектирования продукции, особое внимание уделяется продукту, снижение себестоимости продукта происходит за счёт изменений конструкции продукта. А кайзен-костинг используется в основном на стадии производства, особое внимание уделяется производственному процессу, а снижение себестоимости продукта происходит через повышение эффективности этих производственных процессов. На практике это процессы с постоянными расходами.

## Кайзен-костинг vs стандарт-костинг
Стандарт-костинг понуждает соблюдать стандартный уровень затрат и предотвращает отклонения. А кайзен-костинг понуждает соблюдать заданный уровень снижения затрат. В стандарт-костинге анализируют отклонения фактических от плановых показателей, а в кайзен-костинге отклонения фактической экономии от целевых показателей экономии.